# Stephan Ahrens

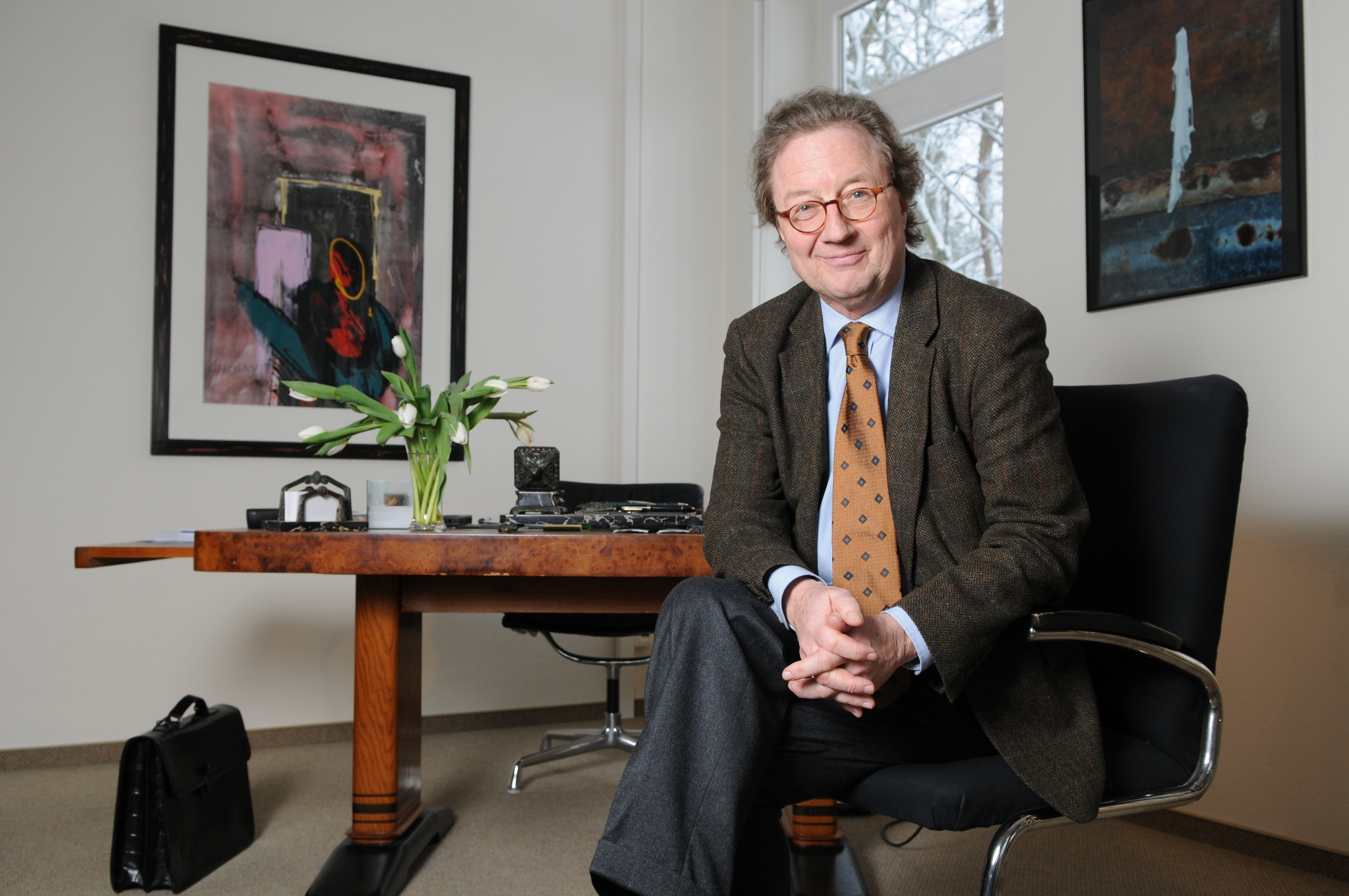
Stephan Ahrens

Stephan Ahrens (* 30. Mai 1945 in Hameln) ist ein deutscher Facharzt für Psychosomatische Medizin, Psychiatrie und Neurologie, Zusatzbezeichnungen Psychotherapie und Psychoanalyse nach den Ausbildungsregelungen der Deutschen Psychoanalytischen Vereinigung. Außerdem war Ahrens Ordinarius für Psychosomatische Medizin am Universitätsklinikum Hamburg-Eppendorf und Ärztlicher Direktor des privaten Hamburger Fachzentrums für Stressmedizin. Zu diesem Unternehmen gehörten die „Tagesklinik Falkenried“, die Ambulanzen Hamburg-Eppendorf und Hamburg-Poppenbüttel sowie als Partner die Blomenburg Holding GmbH in Selent, wo Ahrens als ärztlicher Berater tätig war. 2025 gründete er die Firma Hera Resilience GmbH für Resilienz Analyse und Coaching.

## Leben
Stephan Ahrens studierte Medizin und Sozialwissenschaften an den Universitäten Heidelberg, Kiel, Hamburg und Konstanz. 1971 promovierte er im Fach Medizin an der Universität Hamburg, 1975 im Fach Sozialwissenschaften an der Universität Konstanz. 1982 habilitierte Stephan Ahrens für das Fachgebiet Psychosomatik und Psychotherapie an der Universität Kiel.
Von 1984 bis 1990 arbeitete Stephan Ahrens in der Abteilung Psychosomatik und Psychotherapie des Universitätskrankenhauses Hamburg-Eppendorf. 1990 gründete er mit der Abteilung Psychosomatik am jetzigen Asklepios Westklinikum die erste klinisch-stationäre Einheit für das Fachgebiet Psychosomatik in Hamburg und leitete sie als Chefarzt. Diese wurde noch um den Bereich Psychosomatische Schmerztherapie erweitert. Bis zu seinem Ausscheiden aus dieser Funktion baute Ahrens die Abteilung zu der größten psychosomatischen Einheit an einem Allgemeinkrankenhaus in der Bundesrepublik Deutschland aus und erweiterte diese noch um 2 Tageskliniken an den Standorten Hamburg-Rissen und Hamburg-Winterhude (Ulmenhof).
Von 1994 bis 1996 war er Ordinarius für Psychosomatische Medizin am UKE, zugleich Ärztlicher Direktor der Abteilung Psychosomatik des UKE. Von 1996 bis 2011 leitete er als Ärztlicher Direktor das gesamte Asklepios Westklinikum, anschließend hat Stephan Ahrens die ärztliche Leitung der Psychosomatischen Privatklinik im Asklepios Westklinikum Hamburg und des Psychosomatischen Fachzentrums Falkenried in Hamburg-Eppendorf übernommen. Bis zum 1. Januar 2013 war er Aufsichtsrat der Asklepios Kliniken Hamburg GmbH. 
Dann arbeitete Ahrens als „Ärztlicher Direktor“ der privaten Praxen „Tinnituszentrums Eppendorf“ und „Fachzentrum für Stressmedizin und Psychotherapie“ mit Filialen in Hamburg-Eppendorf, Hamburg-Sasel, Othmarschen und am Rotherbaum. Seit der Fusionierung der Hamburger Fachzentren mit der Blomenburg Holding GmbH am 1. August 2019 war Stephan Ahrens auch in der Blomenburg im holsteinischen Selent als ärztlicher Berater tätig. 
Für seine Gesellschaft Mediconcern GmbH bietet er in seiner Hamburg-Eppendorfer Privatpraxis Psychotherapie und Supervision für Psychologen der Medial School Hamburg (MSH) an.
2025 gründete er die Firma Hera Resilience GmbH für Resilienz Analyse und Coaching. 

## Auszeichnungen
- 1982 Sigmund Freud-Medaille der Universität Jerusalem

## Publikationen (Auswahl)
- Alexithymie, psychosomatische Krankheit und instrumentelle Orientierung. In: Allgemeine Ärztliche Gesellschaft für Psychotherapie (Hrsg.). Psychotherapie, medizinische Psychologie, Ausgabe 29. Stuttgart: Thieme 1979.
- mit Gerhard Deffner: Empirical study of alexithymia: Methodology and results. In: Association for the Advancement of Psychotherapy (Hrsg.). American journal of psychotherapy, Vol. 40(3). Bronx New York: Association for the Advancement of Psychotherapy 1986.
- Entwicklung und Perspektiven der Psychosomatik in der Bundesrepublik Deutschland. Berlin: Springer 1990.
- Lehrbuch der Psychotherapeutischen Medizin. Stuttgart: Schattauer Verlag 1997.
- mit Wolfgang Schneider: Lehrbuch der Psychotherapie und Psychosomatischen Medizin. Stuttgart: Schattauer Verlag 2004.